# Мира, Ник
Николас Уоррен «Ник» Мира (англ. Nicholas Warren Mira, род. 25 августа 2000, Ричмонд, Вирджиния, США) — американский продюсер, автор песен. Получил известность будучи продюсером треков Juice WRLD «Lucid Dreams», XXXTentacion «Fuck Love» и Lil Tecca «Ransom». Является одним из основателей Internet Money, звукозаписывающего коллектива и лейбла.

## Ранние годы
Родился Мира в городе Ричмонд, штат Вирджиния, США. В детстве Ник играл на гитаре, а позже научился играть на фортепиано. В возрасте 13 лет начал делать биты и продавать их. Источником влияния и вдохновения считает Фаррелла Уильямса, Канье Уэста, Metro Boomin, Sonny Digital.

## Музыкальная карьера
В 2015 году впервые присоединился к коллективу Internet Money. В 2016 познакомился с Juice WRLD через их общего друга Sidepce, когда Juice WRLD имел около 300 подписчиков на SoundCloud. В 2017 написал инструментал к треку «Lucid Dreams», вдохновившись треком Sting «Shape of my heart», который изначально вошел в микстейп Juice WRLD Juice WRLD 9 9 9 на SoundCloud.
В том же году совместно с Taz Taylor и Dex Duncan спродюсировал сингл XXXTentacion «Fuck Love», который занял 41 место в Billboard Hot 100 и достиг пика, заняв 28 место после смерти XXXTentacion. В 2018 году Мира спродюсировал 8 треков дебютного альбома Juice WRLD Goodbye & Good Riddance. Главный трек альбома, «Lucid Dreams», занял второе место в Billboard Hot 100, было продано 14 миллионов копий и было получено 5 платиновых сертификаций. Сам альбом также получил платиновую сертификацию RIAA.
В 2019 году принял участие в продюсировании таких альбомов, как: We Love You Tecca, Death Race for Love, A Love Letter to You 4, Hollywood’s Bleeding, So Much Fun и другие.
В 2020 году продюсировал посмертный альбом Legends Never Die, включая трек «Smile» с The Weeknd. В составе Internet Money выпускает альбом B4 the Storm. По версии сайта WhatsTheirNetWorth состояние Ника Миры оценивается в 1 миллион долларов.